# Округ Виго (Индијана)
Виго (енгл. Vigo County) је округ у америчкој савезној држави Индијана.

## Демографија
По попису из 2010. године број становника је 107.848, што је 2 (1,9%) становника више него 2000. године.
| Група             | 2000.          | 2010.          |
| Белци             | 95.184 (89,9%) | 93.550 (86,7%) |
| Афроамериканци    | 6.392 (6,0%)   | 7.437 (6,9%)   |
| Азијати           | 1.293 (1,2%)   | 1.781 (1,7%)   |
| Хиспаноамериканци | 1.275 (1,2%)   | 2.469 (2,3%)   |
| Укупно            | 105.848        | 107.848        |